# Tragulus nigricans
Espèce
Synonymes
- Muntiacus nigricans (Thomas, 1892)[2]
- Tragulus napu nigricans Thomas, 1892[2]

Répartition géographique
Statut de conservation UICN

 EN B1ab(iii,v) : En danger
Le Tragulus nigricans, communément appelé Chevrotain de Balabac ou Cerf-souris des Philippines (Pilandok localement en philippin), est une espèce de mammifères herbivores de la famille des Tragulidae, identifiée en 1892 aux Philippines sur l'île de Balabac dont il est une espèce endémique.

## Taxinomie
L'espèce Tragulus nigricans (également dénommée Muntiacus nigricans) est identifiée en 1892 par le zoologiste britannique Oldfield Thomas. Jusqu'en 2004, l'espèce était associée à Tragulus napu avant que des données morphologiques du crâne la différencient et l'individualisent en tant qu'espèce propre,.

## Répartition et habitat
L'espèce vit dans les forêts tropicales humides denses exclusivement dans trois îles à l'Ouest des Philippines que sont Balabac, Bugsuk et Ramos,. 

## Description
Le Chevrotain de Balabac est un petit ongulé pesant de 1,5 à 3 kg pour une taille de 40 à 50 cm de la tête à la base de la queue avec une hauteur au garrot de 18 cm. De couleur uniformément marron foncé à gris foncé sur le dos, il présente trois bandes blanches sur la gorge et la partie ventrale et possède des pattes graciles de couleur rousse.
Les mâles n'ont pas de bois, ni de cornes, mais possèdent deux canines supérieures allongées formant des crocs.

## Comportement

### Alimentation
Contrairement aux autres Tragulus qui sont frugivores, le Chevrotain de Balabac est une espèce qui se nourrit principalement de feuilles.

### Reproduction
Le Chevrotain de Balabac est une espèce solitaire et nocturne. Sa période de reproduction s'étend tout au long de l'année, avec une période de gestation de 140 à 177 jours, pour une portée d'un seul jeune à la fois (rarement deux). Les chevrotains mâles et femelles sont matures cinq mois après leur naissance et ces dernières enchainent en général les portées.
La longévité peut aller jusqu'à quatorze ans

## Écologie et préservation
L'espèce est menacée par la disparition de son milieu naturel due principalement à l'expansion des terres agricoles et par la chasse.